# Abellerol gorjablanc
L'abellerol gorjablanc (Merops albicollis) és una espècie d'ocell de la família dels meròpids (Meropidae), que habita zones semidesèrtiques des del sud de Mauritània i de Mali, Senegal, Gàmbia i Burkina Faso, cap a l'est, fins a Etiòpia, Eritrea, Djibouti, Somàlia i sud-oest d'Aràbia, i cap al sud fins a Guinea Equatorial, Congo, República Democràtica del Congo i nord de Tanzània.